# Gennaro Ursino
Gennaro Ursino (Roio del Sangro, 1650 – Napoli, dopo il 1715) è stato un compositore italiano.
A dodici anni entrò al Conservatorio della Pietà dei Turchini di Napoli, dove fu allievo di Giovanni Salvatore. Conclusi i propri studi nel 1673, succedette al proprio maestro, il quale nello stesso anno era diventato direttore del Conservatorio dei Poveri di Gesù Cristo. Dal 1675 con la carica di secondo maestro fu assistente di Francesco Provenzale, direttore del conservatorio. Con la morte di quest'ultimo, avvenuta nell'aprile del 1701, divenne primo maestro dell'istituto. Dal 1688 al 1695 fu anche direttore dei Poveri di Gesù Cristo, prendendo il posto del defunto Salvatore. Inoltre dal 1701 al 1715 prestò servizio come maestro di cappella presso la Santa Casa dell'Annunziata, la Chiesa di Santa Maria in Portico e la Casa Professa e Collegio dei Gesuiti.

## Lavori
- Pandora (commedia, 1690)
- Il trionfo della croce nella vittoria di Costantino' (scherzo drammatico, libretto di Giacomo Badiale, 1690)
- Iratus in coelos impetus (armonica fabula, 1697)
- Beatus vir per 2 voci e violino
- Beatus vir per 4 voci e violino
- Beatus vir per contralto solo, 2 violini e 2 viole
- Dixit per 6 voci e violino
- Laetatus sum per 4 cori
- Vari mottetti per "li Santissimi Apostoli" per soprano, contralto, tenore, basso e basso continuo
- Nisi Dominus per 4 cori
- Nisi Dominus per 5 voci "sopra un soggetto"